# 圣马丁吉穆瓦
圣马丁吉穆瓦（法語：Saint-Martin-Gimois）是法国热尔省的一个市镇，位于该省东部偏南，属于欧什区。该市镇总面积6.68平方公里，2009年时的人口为83人。

## 人口
圣马丁吉穆瓦人口变化图示